# Canariphantes zonatus
Canariphantes zonatus là một loài nhện trong họ Linyphiidae. Chúng được Eugène Simon miêu tả năm 1884.

## Phân loài
- Canariphantes zonatus lucifugus Eugène Simon, 1929